# 13기 MBC 제왕전
13기 MBC 제왕전은 문화방송이 주최하고 TV 속기전이 참가한 마지막 국내 TV속기 바둑 기전이다. 결승에서는 조훈현 九단이 김성룡 三단을 2대 0로 꺾고 통산 8회 우승을 달성하며, 마지막 TV 속기전이다. 

## 출전 기사 명단

### 결승전
| 결승전 |             |   |  |  |  |  |
|        |             |   |  |  |  |  |
|        |             |   |  |  |  |  |
|        | 조훈현 九단 | 2 |  |  |  |  |
|        | 김성룡 四단 | 0 |  |  |  |  |

## 대국 결과
| 대진     | 연도   | 대국일자  | 승자        | 패자        | 결과             | 기보 |
| -------- | ------ | --------- | ----------- | ----------- | ---------------- | ---- |
| 결승 1국 | 1995년 | 10월 10일 | 조훈현 九단 | 김성룡 四단 | 199수 흑 불계승  |      |
| 결승 2국 | 1995년 | 10월 10일 | 조훈현 九단 | 김성룡 四단 | 234수 백 7집반승 |      |
| 결승 3국 | 1995년 | 월 일     |             |             |                  |      |

## 특이 사항
조훈현 九단 통산 8회 우승, 마지막 타이틀전, 김성룡 三단의 준우승